# SK Baťov 1930
SK Baťov 1930 je český fotbalový klub sídlící ve městě Otrokovice. Klub byl založen v roce 1930 pod názvem SK Otrokovice. Od sezony 2014/15 hrál Přebor Zlínského kraje (5. nejvyšší soutěž), od sezony 2022/23 hraje 4. Moravskoslezskou ligu, sk.E (4.nejvyšší soutěž)
Největším úspěchem klubu je odehrání jednoho ročníku v nejvyšší soutěži (1964/65) pod názvem TJ Jiskra Otrokovice (viz níže).
Ve druhé lize se klub objevil naposled v ročníku 1965/66, ve třetí nejvyšší soutěži hrál naposled v sezoně 1977/78.
Klub se proslavil rekordním penaltovým rozstřelem proti FC Fryšták. Utkání zlínského krajského přeboru ze 3. června 2016 rozhodl až 52. pokutový kop, čímž byl vytvořen nový světový rekord.

## Historické názvy
- 1930 – SK Otrokovice (Sportovní klub Otrokovice)
- 1939 – SK Baťov (Sportovní klub Baťov)
- 1948 – ZK Botostroj Baťov (Závodní klub Botostroj Baťov)
- 1948 – ZSJ Svit Otrokovice (Závodní sokolská jednota Svit Otrokovice)
- 1952 – TJ Jiskra Otrokovice (Tělovýchovná jednota Jiskra Otrokovice)
- 2011 – SK Baťov 1930, o. s. (Sportovní klub Baťov 1930, občanské sdružení)[3]
- 2015 – SK Baťov 1930, z. s. (Sportovní klub Baťov 1930, zapsaný spolek)

## Mládežnické úspěchy
V sezoně 1960/61 vyhrál otrokovický dorost moravsko–slezskou skupinu dorostenecké ligy. Poté se stal mistrem ČSR, když nejprve v sobotu 10. června 1961 na Letné podlehl pražské Dukle 1:2, aby ji v sobotu 24. června 1961 v otrokovické odvetě porazil 2:0 (branky vstřelili Šimčík a Kotásek) a postoupil tak do celostátního finále proti Slovanu Bratislava. Po výhrách 5:0 v Bratislavě (hráno v sobotu 1. července 1961) a 3:2 v Otrokovicích (sobota 8. července 1961, obě branky Jiskry dal Kotásek) se stal mistrem Československa v dorostenecké kategorii bratislavský Slovan.

## Mezinárodní utkání
- 1. května 1973: TJ Jiskra Otrokovice – BSG Lokomotive Cottbus 0:0 (přátelské utkání v rámci oslav 1. máje).[9]

## Umístění v jednotlivých sezonách
Legenda: Z – zápasy, V – výhry, R – remízy, P – porážky, VG – vstřelené góly, OG – obdržené góly, +/− – rozdíl skóre, B – body, červené podbarvení – sestup, zelené podbarvení – postup, fialové podbarvení – reorganizace, změna skupiny či soutěže
| Protektorát Čechy a Morava (1939–1945) |                                                             |                                                             |                                                             |                                                             |                                                             |                                                             |                                                             |                                                             |                                                             |                                                             |                                                             |
| Sezóny                                 | Liga                                                        | Úroveň                                                      | Z                                                           | V                                                           | R                                                           | P                                                           | VG                                                          | OG                                                          | +/−                                                         | B                                                           | Pozice                                                      |
| 1939/40                                | Moravsko-Slezská Divize                                     | 2                                                           | 22                                                          | 14                                                          | 3                                                           | 5                                                           | 70                                                          | 41                                                          | +29                                                         | 31                                                          | 3.                                                          |
| 1940/41                                | Moravsko-Slezská Divize                                     | 2                                                           | 26                                                          | 14                                                          | 5                                                           | 7                                                           | 76                                                          | 51                                                          | +25                                                         | 33                                                          | 4.                                                          |
| 1941/42                                | Moravsko-Slezská Divize                                     | 2                                                           | 26                                                          | 16                                                          | 2                                                           | 8                                                           | 92                                                          | 47                                                          | +45                                                         | 34                                                          | 3.                                                          |
| 1942/43                                | Moravsko-Slezská Divize                                     | 2                                                           | 26                                                          | 16                                                          | 1                                                           | 9                                                           | 72                                                          | 39                                                          | +33                                                         | 33                                                          | 3.                                                          |
| 1943/44                                | Moravsko-Slezská Divize                                     | 2                                                           | 26                                                          | 16                                                          | 4                                                           | 6                                                           | 74                                                          | 36                                                          | +38                                                         | 36                                                          | 2.                                                          |
| 1944/45                                | Končila druhá světová válka, pravidelné soutěže se nehrály. | Končila druhá světová válka, pravidelné soutěže se nehrály. | Končila druhá světová válka, pravidelné soutěže se nehrály. | Končila druhá světová válka, pravidelné soutěže se nehrály. | Končila druhá světová válka, pravidelné soutěže se nehrály. | Končila druhá světová válka, pravidelné soutěže se nehrály. | Končila druhá světová válka, pravidelné soutěže se nehrály. | Končila druhá světová válka, pravidelné soutěže se nehrály. | Končila druhá světová válka, pravidelné soutěže se nehrály. | Končila druhá světová válka, pravidelné soutěže se nehrály. | Končila druhá světová válka, pravidelné soutěže se nehrály. |
| Československo (1945–1993)             |                                                             |                                                             |                                                             |                                                             |                                                             |                                                             |                                                             |                                                             |                                                             |                                                             |                                                             |
| Sezóny                                 | Liga                                                        | Úroveň                                                      | Z                                                           | V                                                           | R                                                           | P                                                           | VG                                                          | OG                                                          | +/−                                                         | B                                                           | Pozice                                                      |
| 1945/46                                | Moravsko-Slezská Divize                                     | 2                                                           | 30                                                          | 15                                                          | 5                                                           | 10                                                          | 92                                                          | 75                                                          | +17                                                         | 35                                                          | 6.                                                          |
| 1946/47                                | Moravsko-Slezská Divize                                     | 2                                                           | 26                                                          | 16                                                          | 6                                                           | 4                                                           | 65                                                          | 34                                                          | +31                                                         | 38                                                          | 2.                                                          |
| 1947/48                                | Moravsko-Slezská Divize                                     | 2                                                           | 30                                                          | 15                                                          | 3                                                           | 12                                                          | 68                                                          | 54                                                          | +14                                                         | 33                                                          | 7.                                                          |
| 1948                                   | Zemská soutěž – sk. C                                       | 2                                                           | 11                                                          | 3                                                           | 3                                                           | 5                                                           | 23                                                          | 26                                                          | −3                                                          | 9                                                           | 8.                                                          |
| 1949                                   | Oblastní soutěž – sk. C                                     | 2                                                           | 26                                                          | 11                                                          | 4                                                           | 11                                                          | 67                                                          | 75                                                          | −8                                                          | 26                                                          | 6.                                                          |
| 1950                                   | Oblastní soutěž – sk. C                                     | 3                                                           | 22                                                          | 10                                                          | 4                                                           | 8                                                           | 50                                                          | 47                                                          | +3                                                          | 24                                                          | 6.                                                          |
| 1951                                   | Krajská soutěž – Gottwaldov                                 | 2                                                           | 17                                                          | 8                                                           | 0                                                           | 9                                                           | 43                                                          | 39                                                          | +4                                                          | 16                                                          | 6.                                                          |
| 1952                                   | Krajský přebor – Gottwaldov                                 | 2                                                           | 21                                                          | 12                                                          | 5                                                           | 4                                                           | 58                                                          | 24                                                          | +34                                                         | 29                                                          | 2.                                                          |
| 1953                                   | Krajský přebor – Gottwaldov                                 | 3                                                           | 11                                                          | 3                                                           | 3                                                           | 5                                                           | 28                                                          | 30                                                          | −2                                                          | 9                                                           | 7.                                                          |
| 1954                                   | Krajský přebor – Gottwaldov                                 | 3                                                           | 22                                                          | 7                                                           | 4                                                           | 11                                                          | 38                                                          | 41                                                          | −3                                                          | 18                                                          | 8.                                                          |
| 1955                                   | I. A třída Gottwaldovského kraje                            | 4                                                           | 22                                                          | 15                                                          | 2                                                           | 5                                                           | 47                                                          | 23                                                          | +24                                                         | 32                                                          | 1.                                                          |
| 1956                                   | Oblastní soutěž – sk. D                                     | 3                                                           | 22                                                          | 9                                                           | 5                                                           | 8                                                           | 43                                                          | 34                                                          | +9                                                          | 23                                                          | 5.                                                          |
| 1957/58                                | Oblastní soutěž – sk. D                                     | 3                                                           | 33                                                          | 21                                                          | 5                                                           | 7                                                           | 85                                                          | 43                                                          | +42                                                         | 47                                                          | 2.                                                          |
| 1958/59                                | II. liga – sk. B                                            | 2                                                           | 26                                                          | 10                                                          | 5                                                           | 11                                                          | 35                                                          | 42                                                          | −7                                                          | 25                                                          | 9.                                                          |
| 1959/60                                | II. liga – sk. B                                            | 2                                                           | 26                                                          | 8                                                           | 5                                                           | 13                                                          | 45                                                          | 50                                                          | −5                                                          | 21                                                          | 9.                                                          |
| 1960/61                                | II. liga – sk. B                                            | 2                                                           | 22                                                          | 9                                                           | 4                                                           | 9                                                           | 36                                                          | 39                                                          | −3                                                          | 22                                                          | 6.                                                          |
| 1961/62                                | II. liga – sk. B                                            | 2                                                           | 22                                                          | 10                                                          | 3                                                           | 9                                                           | 41                                                          | 41                                                          | 0                                                           | 23                                                          | 5.                                                          |
| 1962/63                                | II. liga – sk. B                                            | 2                                                           | 26                                                          | 11                                                          | 7                                                           | 8                                                           | 37                                                          | 37                                                          | 0                                                           | 29                                                          | 5.                                                          |
| 1963/64                                | II. liga – sk. B                                            | 2                                                           | 26                                                          | 17                                                          | 5                                                           | 4                                                           | 51                                                          | 28                                                          | +23                                                         | 39                                                          | 1.                                                          |
| 1964/65                                | I. liga                                                     | 1                                                           | 26                                                          | 2                                                           | 6                                                           | 18                                                          | 20                                                          | 71                                                          | −51                                                         | 10                                                          | 14.                                                         |
| 1965/66                                | II. liga – sk. B                                            | 2                                                           | 26                                                          | 6                                                           | 5                                                           | 15                                                          | 29                                                          | 51                                                          | −22                                                         | 17                                                          | 13.                                                         |
| 1966/67                                | Divize D                                                    | 3                                                           | 26                                                          | 10                                                          | 5                                                           | 11                                                          | 38                                                          | 37                                                          | +1                                                          | 25                                                          | 8.                                                          |
| 1967/68                                | Divize D                                                    | 3                                                           | 26                                                          | 7                                                           | 6                                                           | 13                                                          | 28                                                          | 49                                                          | −21                                                         | 20                                                          | 13.                                                         |
| 1968/69                                | Jihomoravský oblastní přebor                                | 4                                                           | 26                                                          | 17                                                          | 4                                                           | 5                                                           | 69                                                          | 25                                                          | +44                                                         | 38                                                          | 1.                                                          |
| 1969/70                                | Divize D                                                    | 4                                                           | 30                                                          | 10                                                          | 8                                                           | 12                                                          | 32                                                          | 36                                                          | −4                                                          | 28                                                          | 10.                                                         |
| 1970/71                                | Divize D                                                    | 4                                                           | 30                                                          | 13                                                          | 9                                                           | 8                                                           | 38                                                          | 30                                                          | +8                                                          | 35                                                          | 4.                                                          |
| 1971/72                                | Divize D                                                    | 4                                                           | 30                                                          | 17                                                          | 3                                                           | 10                                                          | 51                                                          | 30                                                          | +21                                                         | 37                                                          | 3.                                                          |
| 1972/73                                | Divize D                                                    | 4                                                           | 30                                                          | 13                                                          | 7                                                           | 10                                                          | 38                                                          | 28                                                          | +10                                                         | 33                                                          | 5.                                                          |
| 1973/74                                | Divize D                                                    | 4                                                           | 30                                                          | 12                                                          | 7                                                           | 11                                                          | 39                                                          | 38                                                          | +1                                                          | 31                                                          | 3.                                                          |
| 1974/75                                | Divize D                                                    | 4                                                           | 30                                                          | 10                                                          | 10                                                          | 10                                                          | 31                                                          | 36                                                          | −5                                                          | 30                                                          | 9.                                                          |
| 1975/76                                | Divize D                                                    | 4                                                           | 30                                                          | 10                                                          | 5                                                           | 15                                                          | 37                                                          | 47                                                          | −10                                                         | 25                                                          | 15.                                                         |
| 1976/77                                | Divize D                                                    | 4                                                           | 30                                                          | 11                                                          | 6                                                           | 13                                                          | 28                                                          | 38                                                          | −10                                                         | 28                                                          | 12.                                                         |
| 1977/78                                | Divize D                                                    | 3                                                           | 30                                                          | 5                                                           | 7                                                           | 18                                                          | 16                                                          | 41                                                          | −25                                                         | 17                                                          | 16.                                                         |
| 1978/79                                | Jihomoravský krajský přebor                                 | 4                                                           | 30                                                          | 8                                                           | 10                                                          | 12                                                          | 42                                                          | 44                                                          | −2                                                          | 26                                                          | 14.                                                         |
| 1979/80                                | I. A třída Jihomoravského kraje – sk. B                     | 5                                                           | 30                                                          | 12                                                          | 9                                                           | 9                                                           | 52                                                          | 47                                                          | +5                                                          | 33                                                          | 4.                                                          |
| 1980/81                                | I. A třída Jihomoravského kraje – sk. B                     | 5                                                           | 30                                                          | 5                                                           | 11                                                          | 14                                                          | 38                                                          | 50                                                          | −12                                                         | 21                                                          | 15.                                                         |
| 1981/82                                | I. A třída Jihomoravského kraje – sk. B                     | 6                                                           | 29                                                          | 11                                                          | 9                                                           | 9                                                           | 51                                                          | 30                                                          | +21                                                         | 31                                                          | 4.                                                          |
| 1982/83                                | I. A třída Jihomoravského kraje – sk. B                     | 6                                                           | 30                                                          | 15                                                          | 9                                                           | 6                                                           | 43                                                          | 22                                                          | +21                                                         | 39                                                          | 3.                                                          |
| 1983/84                                | Jihomoravský krajský přebor – sk. B                         | 5                                                           | 24                                                          | 9                                                           | 4                                                           | 11                                                          | 28                                                          | 35                                                          | −7                                                          | 22                                                          | 8.                                                          |
| 1984/85                                | Jihomoravský krajský přebor – sk. B                         | 5                                                           | 26                                                          | 9                                                           | 4                                                           | 13                                                          | 34                                                          | 44                                                          | −10                                                         | 22                                                          | 10.                                                         |
| 1985/86                                | Jihomoravský krajský přebor – sk. B                         | 5                                                           | 26                                                          | 7                                                           | 7                                                           | 12                                                          | 29                                                          | 51                                                          | −22                                                         | 21                                                          | 10.                                                         |
| 1986/87                                | I. A třída Jihomoravského kraje – sk. B                     | 6                                                           | 26                                                          | 12                                                          | 2                                                           | 12                                                          | 37                                                          | 38                                                          | −1                                                          | 26                                                          | 7.                                                          |
| 1987/88                                | I. A třída Jihomoravského kraje – sk. B                     | 6                                                           | 26                                                          | 6                                                           | 5                                                           | 15                                                          | 32                                                          | 57                                                          | −25                                                         | 17                                                          | 14.                                                         |
| 1988/89                                | I. B třída Jihomoravského kraje – sk. D                     | 7                                                           | 26                                                          | 11                                                          | 7                                                           | 8                                                           | 44                                                          | 37                                                          | +7                                                          | 29                                                          | 6.                                                          |
| 1989/90                                | I. B třída Jihomoravského kraje – sk. D                     | 7                                                           | 26                                                          | ...                                                         | ...                                                         | ...                                                         | ...                                                         | ...                                                         | ...                                                         |                                                             |                                                             |
| ...                                    |                                                             |                                                             |                                                             |                                                             |                                                             |                                                             |                                                             |                                                             |                                                             |                                                             |                                                             |
| 1992/93                                | I. B třída Středomoravské župy – sk. B                      | 7                                                           | 26                                                          | 18                                                          | 4                                                           | 4                                                           | 69                                                          | 20                                                          | +49                                                         | 40                                                          | 1.                                                          |
| Česko (1993 – )                        |                                                             |                                                             |                                                             |                                                             |                                                             |                                                             |                                                             |                                                             |                                                             |                                                             |                                                             |
| Sezóny                                 | Liga                                                        | Úroveň                                                      | Z                                                           | V                                                           | R                                                           | P                                                           | VG                                                          | OG                                                          | +/−                                                         | B                                                           | Pozice                                                      |
| 1993/94                                | I. A třída Středomoravské župy – sk. A                      | 6                                                           | 26                                                          | 13                                                          | 4                                                           | 9                                                           | 58                                                          | 38                                                          | +20                                                         | 30                                                          | 3.                                                          |
| 1994/95                                | I. A třída Středomoravské župy – sk. B                      | 6                                                           | 26                                                          | 9                                                           | 7                                                           | 10                                                          | 46                                                          | 51                                                          | –5                                                          | 34                                                          | 9.                                                          |
| 1995/96                                | I. A třída Středomoravské župy – sk. B                      | 6                                                           | 26                                                          | 6                                                           | 8                                                           | 12                                                          | 31                                                          | 45                                                          | –14                                                         | 26                                                          | 13.                                                         |
| 1996/97                                | I. A třída Středomoravské župy – sk. B                      | 6                                                           | 26                                                          | 7                                                           | 6                                                           | 11                                                          | 25                                                          | 37                                                          | –12                                                         | 27                                                          | 8.                                                          |
| 1997/98                                | I. A třída Středomoravské župy – sk. B                      | 6                                                           | 26                                                          | 13                                                          | 6                                                           | 7                                                           | 45                                                          | 27                                                          | +18                                                         | 45                                                          | 3.                                                          |
| 1998/99                                | I. A třída Středomoravské župy – sk. A                      | 6                                                           | 26                                                          | 11                                                          | 5                                                           | 10                                                          | 52                                                          | 38                                                          | +14                                                         | 38                                                          | 7.                                                          |
| ...                                    |                                                             |                                                             |                                                             |                                                             |                                                             |                                                             |                                                             |                                                             |                                                             |                                                             |                                                             |
| 2001/02                                | I. A třída Středomoravské župy – sk. A                      | 6                                                           | 26                                                          | 8                                                           | 5                                                           | 13                                                          | 57                                                          | 56                                                          | +1                                                          | 29                                                          | 10.                                                         |
| 2002/03                                | I. A třída Zlínského kraje – sk. B                          | 6                                                           | 26                                                          | 13                                                          | 9                                                           | 4                                                           | 55                                                          | 34                                                          | +21                                                         | 48                                                          | 2.                                                          |
| 2003/04                                | I. A třída Zlínského kraje – sk. B                          | 6                                                           | 26                                                          | 14                                                          | 2                                                           | 10                                                          | 58                                                          | 55                                                          | +3                                                          | 44                                                          | 3.                                                          |
| 2004/05                                | I. A třída Zlínského kraje – sk. B                          | 6                                                           | 26                                                          | 10                                                          | 3                                                           | 13                                                          | 49                                                          | 49                                                          | 0                                                           | 33                                                          | 9.                                                          |
| 2005/06                                | I. A třída Zlínského kraje – sk. B                          | 6                                                           | 26                                                          | 14                                                          | 3                                                           | 9                                                           | 51                                                          | 37                                                          | +14                                                         | 45                                                          | 5.                                                          |
| 2006/07                                | I. A třída Zlínského kraje – sk. B                          | 6                                                           | 26                                                          | 13                                                          | 3                                                           | 10                                                          | 42                                                          | 47                                                          | −5                                                          | 42                                                          | 5.                                                          |
| 2007/08                                | I. A třída Zlínského kraje – sk. B                          | 6                                                           | 26                                                          | 10                                                          | 5                                                           | 11                                                          | 53                                                          | 46                                                          | +7                                                          | 35                                                          | 10.                                                         |
| 2008/09                                | I. A třída Zlínského kraje – sk. B                          | 6                                                           | 26                                                          | 5                                                           | 3                                                           | 18                                                          | 31                                                          | 51                                                          | −20                                                         | 18                                                          | 14.                                                         |
| 2009/10                                | I. B třída Zlínského kraje – sk. C                          | 7                                                           | 26                                                          | 12                                                          | 4                                                           | 10                                                          | 44                                                          | 38                                                          | +6                                                          | 40                                                          | 6.                                                          |
| 2010/11                                | I. B třída Zlínského kraje – sk. C                          | 7                                                           | 26                                                          | 15                                                          | 6                                                           | 5                                                           | 49                                                          | 21                                                          | +28                                                         | 51                                                          | 1.                                                          |
| 2011/12                                | I. A třída Zlínského kraje – sk. B                          | 6                                                           | 26                                                          | 8                                                           | 4                                                           | 14                                                          | 48                                                          | 51                                                          | −3                                                          | 28                                                          | 13.                                                         |
| 2012/13                                | I. B třída Zlínského kraje – sk. B                          | 7                                                           | 26                                                          | 17                                                          | 3                                                           | 6                                                           | 65                                                          | 29                                                          | +36                                                         | 54                                                          | 1.                                                          |
| 2013/14                                | I. A třída Zlínského kraje – sk. A                          | 6                                                           | 26                                                          | 10                                                          | 4                                                           | 12                                                          | 47                                                          | 51                                                          | −4                                                          | 34                                                          | 8.                                                          |
| 2014/15                                | Přebor Zlínského kraje                                      | 5                                                           | 26                                                          | 10                                                          | 1 / 3                                                       | 12                                                          | 37                                                          | 48                                                          | −11                                                         | 35                                                          | 9.                                                          |
| 2015/16                                | Přebor Zlínského kraje                                      | 5                                                           | 26                                                          | 8                                                           | 3 / 4                                                       | 11                                                          | 44                                                          | 50                                                          | -6                                                          | 34                                                          | 9.                                                          |
| 2016/17                                | Přebor Zlínského kraje                                      | 5                                                           | 26                                                          | 12                                                          | 3 / 3                                                       | 8                                                           | 62                                                          | 45                                                          | +17                                                         | 45                                                          | 6.                                                          |
| 2017/18                                | Přebor Zlínského kraje                                      | 5                                                           | 26                                                          | 12                                                          | 5 / 3                                                       | 6                                                           | 49                                                          | 42                                                          | +7                                                          | 49                                                          | 2.                                                          |
| 2018/19                                | Přebor Zlínského kraje                                      | 5                                                           | 26                                                          | 10                                                          | 5 / 1                                                       | 10                                                          | 65                                                          | 56                                                          | +9                                                          | 41                                                          | 7.                                                          |
| 2019/20                                | Přebor Zlínského kraje                                      | 5                                                           | 13                                                          | 9                                                           | 0 / 0                                                       | 4                                                           | 36                                                          | 18                                                          | +18                                                         | 27                                                          | 2.                                                          |
| 2020/21                                | Přebor Zlínského kraje                                      | 5                                                           | 9                                                           | 6                                                           | 0 / 0                                                       | 3                                                           | 21                                                          | 12                                                          | +9                                                          | 18                                                          | 3.                                                          |
| 2021/22                                | Přebor Zlínského kraje                                      | 5                                                           | 26                                                          | 20                                                          | 5                                                           | 1                                                           | 105                                                         | 22                                                          | +83                                                         | 65                                                          | 1.                                                          |
| 2022/23                                | Divize E                                                    | 4                                                           | 26                                                          | 11                                                          | 6                                                           | 9                                                           | 44                                                          | 50                                                          | -6                                                          | 39                                                          | 6.                                                          |
| 2023/24                                | Divize E                                                    | 4                                                           | 30                                                          | 8                                                           | 6                                                           | 16                                                          | 47                                                          | 59                                                          | -12                                                         | 30                                                          | 15.                                                         |
| 2024/25                                | Přebor Zlínského kraje                                      | 5                                                           | 28                                                          | 8                                                           | 3                                                           | 17                                                          | 34                                                          | 63                                                          | -29                                                         | 27                                                          | 13.                                                         |

Poznámky:
- 1948: Tento ročník byl hrán jednokolově.[10]
- 1951: Chybí výsledek jednoho utkání.[10]
- 1952: Chybí výsledek jednoho utkání.[10]
- 1953: Tento ročník byl hrán jednokolově.[10]
- 1957/58: Tento ročník byl hrán tříkolově (jaro 1957, podzim 1957, jaro 1958) z důvodu přechodu zpět na hrací systém podzim–jaro (v období 1949–1956 se hrálo po sovětském vzoru jaro–podzim).[10]
- 1968/69: Po sezoně došlo k reorganizaci soutěží, kdy se Divize D stala jednou ze skupin 4. nejvyšší soutěže – prvních 9 mužstev postoupilo do III. ligy – sk. B 1969/70, posledních 5 sestoupilo do Divize D 1969/70 (jako jedné ze skupin 4. nejvyšší soutěže).
- 1981/82: Chybí výsledek posledního zápasu.[15]
- 2013/14: SK Baťov 1930 postoupil mimořádně z důvodu nezájmu ostatních oddílů o postup do nejvyšší soutěže Zlínska.[29]
- Od sezony 2014/15 až do sezony 2020/21 se soutěže Zlínského KFS hrály tímto způsobem: Pokud zápas skončil nerozhodně, kopal se penaltový rozstřel. Jeho vítěz bral 2 body, poražený pak jeden bod. Za výhru po 90 minutách byly 3 body, za prohru po 90 minutách nebyl žádný bod.[28]
- 2019/20 a 2020/21: Tyto sezony byly ukončeny předčasně z důvodu pandemie covidu-19 v Česku.

## Prvoligová sezona 1964/65

### Hráčský kádr
Josef Klus (13/0/2),
Jiří Prokeš (13/0/5),
Josef Šimon (4/0/0) –
Jaroslav Čevela (25/1),
Antonín Daněk (7/0),
Josef Gajdůšek (25/1),
... Hajduk (7/0),
Jan Hastík (14/0),
Čestmír Chaloupka (25/5),
Stanislav Chmela (23/3),
Luboslav Jenyš (17/0),
Ján Kollárik (25/1),
Josef Laga (12/0),
... Malota (4/0),
Jiří Ottopal (4/0),
Jiří Penner (4/1),
Milan Púchly (6/2),
Miroslav Šprňa (10/0),
Miroslav Toman (24/0),
Ivo Tomešek (13/0),
Antonín Ulman (2/0),
Milan Vinkler (12/1),
František Zatloukal (15/5),
František Žůrek (4/0) –
trenér Jan Frejek

### Jednotlivé zápasy
| Kolo | Datum         | D/V   | Soupeř              | Výsledek (poločas)   | Střelci Otrokovic; poznámky        |
| ---- | ------------- | ----- | ------------------- | -------------------- | ---------------------------------- |
| 1.   | SO 08.08.1964 | Venku | ČKD Praha           | prohra 1:4 (1:2)     | Zatloukal                          |
| 2.   | ST 12.08.1964 | Venku | Dukla Praha         | prohra 0:7 (0:2)     | –                                  |
| 3.   | NE 16.08.1964 | Doma  | Teplice             | výhra 5:0 (2:0)      | Púchly 2, Zatloukal 2, Čevela      |
| 4.   | NE 23.08.1964 | Venku | Trenčín             | prohra 2:5 (0:3)     | Zatloukal 2                        |
| 5.   | ST 26.08.1964 | Doma  | Baník Ostrava       | prohra 1:2 (1:0)     | Chmela                             |
| 6.   | SO 05.09.1964 | Venku | VSS Košice          | nerozhodně 3:3 (2:1) | Chaloupka 2, Kollárik              |
| 7.   | NE 20.09.1964 | Doma  | Slovan Bratislava   | nerozhodně 0:0       | –                                  |
| 8.   | NE 01.11.1964 | Venku | Kladno              | prohra 0:4 (0:1)     | –                                  |
| 9.   | SO 07.11.1964 | Doma  | Trnava              | prohra 0:1 (0:1)     | –                                  |
| 10.  | NE 15.11.1964 | Venku | ZJŠ Brno            | prohra 0:1 (0:0)     | –                                  |
| 11.  | SO 21.11.1964 | Doma  | Sparta Praha        | prohra 0:4 (0:2)     | –                                  |
| 12.  | NE 29.11.1964 | Venku | Prešov              | nerozhodně 0:0       | –                                  |
| 13.  | NE 06.12.1964 | Doma  | Slovnaft Bratislava | výhra 1:0 (1:0)      | Chmela                             |
| 14.  | ST 17.03.1965 | Doma  | Dukla Praha         | nerozhodně 0:0       | –                                  |
| 15.  | NE 21.03.1965 | Venku | Teplice             | prohra 0:5 (0:3)     | –                                  |
| 16.  | NE 28.03.1965 | Doma  | Trenčín             | prohra 1:2 (1:0)     | Chmela                             |
| 17.  | SO 03.04.1965 | Venku | Baník Ostrava       | prohra 0:6 (0:2)     | –                                  |
| 18.  | NE 11.04.1965 | Doma  | VSS Košice          | nerozhodně 0:0       | –                                  |
| 19.  | NE 18.04.1965 | Venku | Slovan Bratislava   | prohra 1:4 (1:2)     | Chaloupka                          |
| 20.  | SO 01.05.1965 | Doma  | Kladno              | prohra 0:1 (0:1)     | –                                  |
| 21.  | ST 05.05.1965 | Venku | Trnava              | prohra 0:5 (0:3)     | –                                  |
| 22.  | ST 12.05.1965 | Doma  | ZJŠ Brno            | nerozhodně 0:0       | –                                  |
| 23.  | ST 19.05.1965 | Doma  | ČKD Praha           | prohra 3:6 (1:3)     | Gajdůšek, Chaloupka, Penner        |
| 24.  | PO 24.05.1965 | Venku | Sparta Praha        | prohra 2:4 (2:2)     | Chaloupka, Vinkler; hráno v Kladně |
| 25.  | SO 05.06.1965 | Doma  | Prešov              | prohra 0:1 (0:0)     | –                                  |
| 26.  | PO 14.06.1965 | Venku | Slovnaft Bratislava | prohra 0:6 (0:3)     | –                                  |